# Toph Bei Fong
Toph Beifong – bohaterka amerykańskiego serialu animowanego Awatar: Legenda Aanga. Głosu postaci w polskiej wersji językowej udzieliła Justyna Bojczuk, w oryginale można usłyszeć Jessie Flower.
W serialu Toph jest niewidomą mistrzynią magii ziemi z Królestwa Ziemi, rasą ludzi zdolnych kontrolować i manipulować ziemią. Pomimo swej ślepoty potrafi odkryć położenie obiektów ją otaczających wyczuwając ich wibracje za pomocą magii ziemi, lecz zdolność ta nie może zostać wykorzystana gdy obiekt nie dotyka ziemi. Dorastała w dobrobycie i wysoko postawionej rodzinie lecz pozostawiła wszystko gdy zgodziła się uczyć Aanga magii ziemi by pomóc mu wypełnić swoje obowiązki jako Awatara i towarzyszyć mu w zadaniu pokonania imperium Narodu Ognia by doprowadzić do pokoju w wojnie narodów.

## Opis ogólny
Wspaniała mistrzyni magii ziemi. Wychowywana była przez nadopiekuńczych rodziców, którzy trzymali ją w sekrecie przed światem. Toph jest rówieśniczką Aanga ponieważ tak jak on ma 12 lat.

## Charakter
Jako chłopczyca Toph wnosi zupełnie nową osobowość do grupy. Niepodobną do opiekuńczej Katary, spokojnego Aanga lub bezczelnego Sokki. Toph jest niezależna, sarkastyczna, bezpośrednia, brutalnie szczera i konfrontacyjna. Jest również najbardziej porywcza z grupy. Beztroską i spragnioną przygód osobowością przypomina Aanga. W swoim zachowaniu i ubiorze jest bardzo chłopięca, w przeciwieństwie do delikatnej dziewczynki za jaką uważali ją rodzice. Jednak w odróżnieniu od Aanga który unika walki, Toph gdy tylko to możliwe walczy i jest niezwykle dumna ze swych umiejętności maga ziemi.

## Wygląd
Toph jest brunetką. Wzrostem mocno przypomina Aanga. Jej oczy są wyblakłe. Jej skóra także jest dość blada. W 3 księdze zmienia swoją fryzurę. Wydaje się być bardzo ładna, choć ukrywa to swoim strojem i fryzurą.

### Ubiór
Toph ubiera się jak zwykły uczeń Magii Ziemi, czyli:
- Zielone Gi, noszone przez większość ludności królestwa ziemi.
- Żółtą opaskę na włosach z pomponami które lekko zakrywają uszy.

## Magia Toph

### Magia Metalu Toph
Magia metalu (ang. Metalbending) to sztuka zaklinania nie tylko ziemi, ale także metali. Dzięki wyczuwaniu wibracji Toph wyczuwa obiekty gdy się ruszają.
Widzenie polega na słyszeniu a także wyczuwaniu fal dźwiękowych wyemitowanych poprzez wibracje wywołane przez ruch.
Aang jest potwierdzeniem, że zwykły mag ziemi też może się nauczyć magii metalu; Aang czuł wibracje a także widział, więc mógłby się nauczyć magi metalu, tak samo jak inni magowie ziemi lecz tego nie zrobił. Magii Metalu, Toph nauczyła się sama, w odcinku Guru (Księga Druga - Ziemia).

### Magia Piasku Toph
Magia Piasku (ang. Sandbending) To sztuka dzięki której Toph może poruszać, formować i nawet atakować (choć nie pokazane w serialu) piaskiem co pokazuje w odcinku 18 księgi 3 kiedy pokazuje Aangowi Ba Sing Se wyrzeźbione w piasku.